# Gartneren og herskabet
Gartneren og Herskabet er en historie af H.C. Andersen trykt første gang i Eventyr og Historier. Ny Samling, som udkom 30. marts 1872. Gartneren og herskabet er et af Andersens mindre kendte og læste eventyr. Den manglende interesse for eventyret kan skyldes, at der blandt litterater har været den opfattelse, at eventyret er et af de mindre udfordrende, fordi det uden vanskeligheder kan læses som allegori over Andersens eget liv eller som en samfundsallegori.
I forbindelse med H.C. Andersens 200 års fødselsdag i 2005 blev indspillet en tegnefilm, Gartneren og herskabet (Der var engang...), baseret på eventyret.

## Handling
Gartneren og Herskabet handler om gartneren Larsen og hans herskab. Larsen arbejder på herskabets herregård nogle mil udenfor København. På herregården står to gamle træer, som Larsen gerne vil have fældet. Han vil gerne benytte pladsen til at lave en have, og han er træt af de larmende råger og krager, som bygger rede i de udgåede træer. Det vil herskabet ikke høre tale om, for de kan ikke lide at Larsen får for mange gode ideer. En dag kalder herskabet på Larsen, fordi de inde i byen har smagt nogle gode æbler og pærer. Dem vil de have Larsen til at dyrke. Det viser sig, at den frugthandler, som frugterne stammer fra, har købt dem af Larsen, og han viser dem stolt et skriftligt bevis herfor. Men herskabet roser ikke Larsen, de bliver bare irriterede, fordi de synes, at Larsen har for høje tanker om sig selv. Sidenhen smager herskabet nogle meloner hos hoffet, som de vil have Larsen til at dyrke, fordi de er meget bedre end hans, men igen viser det sig, at melonerne stammer fra herskabets egen have. Melonerne bliver så berømte, at man har hørt om herregården både i England, Tyskland og Frankrig. En dag sætter Larsen en artiskokblomst op i stuen til herskabet i en fin glasskål, og herskabet roser ham for den smukke blomst, fordi de tror det er Hindustans Lotus. De forærer blomsten til prinsessen, men da de finder ud af, at blomsten kun er plukket i køkkenhaven, bliver de rasende på Larsen. De undskylder overfor prinsessen, men hun synes alligevel om blomsten, og vil hver dag have en ny bragt op til slottet. En nat kommer der en voldsom storm, som vælter de to gamle træer. Herskabet bliver kede af det, men Larsen er glad, for nu kan han plante en smuk have med Danmarks dejligste blomster. Der kommer et billede af haven i bladene og han får stor ros. Herskabet er irriterede over hans medgang, men alligevel siger de ham ikke op, og Larsen fortsætter med at arbejde for dem.

## Traditionelle tolkninger
Traditionelt set har man haft to tolkninger på historien. Den første tolkning er selvbiografisk, dvs. man har tolket gartneren Larsen som et billede på H.C. Andersen selv og de problemer, han havde med at opnå anerkendelse i Danmark. Gartneren kan tolkes som en kunstner, der gang på gang frembringer de skønneste værker, men som aldrig får den berettigede ros. Den anden tolkning er samfundsallegorisk, dvs. at man har set historien som et billede på det samfund, som var i 1870erne. Her kan man f.eks. se gartneren som repræsentant for underklassen, samfundets fattigste borgere, som må slide for at opnå succes, mens herskabet kan tolkes som repræsentant for overklassen, som er født til rigdommen, fordi gods og guld går i arv i generationer. Denne overklasse forsøger ifølge historien at undertrykke og udnytte de fattige. En sådan læsning tager udgangspunkt i ideologikritik.

## Ny tolkning
De to ovenstående tolkninger er hidtil blevet betragtet som udtømmende for historien, men den nyeste forskning har vist, at der er belæg for at tolke Gartneren og Herskabet på en helt ny måde.Traditionelt er gartneren Larsen blevet betragtet som en entydig størrelse, et uskyldigt offer for herskabets udnyttelse. Men den nyeste læsning af eventyret tager lige præcis udgangspunkt i, at Larsen kan tolkes mere tvetydigt. Tolkningen hævder, at Larsen bruger offerrollen som en bevidst strategi, en iscenesættelse. Larsen er måske faktisk slet ikke så god, som han ved første øjekast ser ud til at være. Ifølge den nye tolkning er historien struktureret om en magtkamp mellem Larsen og herskabet. Denne magtkamp udvikler sig trin for trin, og gradvist lykkes det ved snilde og list for Larsen at underminere herskabets magt. Herskabet udstilles gang på gang af den snu Larsen, der troskyldigt foregiver at tjene til herskabets bedste. I takt med disse ydmygelser, får Larsen mere og mere magt på herregården. Det ender med, at han får sin vilje gennemført, og herskabet bliver reduceret til en slags kransekagefigurer uden egentlig magt.